# Nyong-et-So'o
Nyong-et-So'o is een departement in Kameroen, gelegen in de regio Centre. De hoofdplaats van het departement is Mbalmayo. De totale oppervlakte bedraagt 3.581 km². Met 142.907 inwoners bij de census van 2001 leidt dit tot een bevolkingsdichtheid van 40 inw/km².

## Gemeenten
Nyong-et-So'o is onderverdeeld in zes gemeenten:
- Akoeman
- Dzeng
- Mbalmayo
- Mengueme
- Ngomedzap
- Nkolmetet